# Lastex

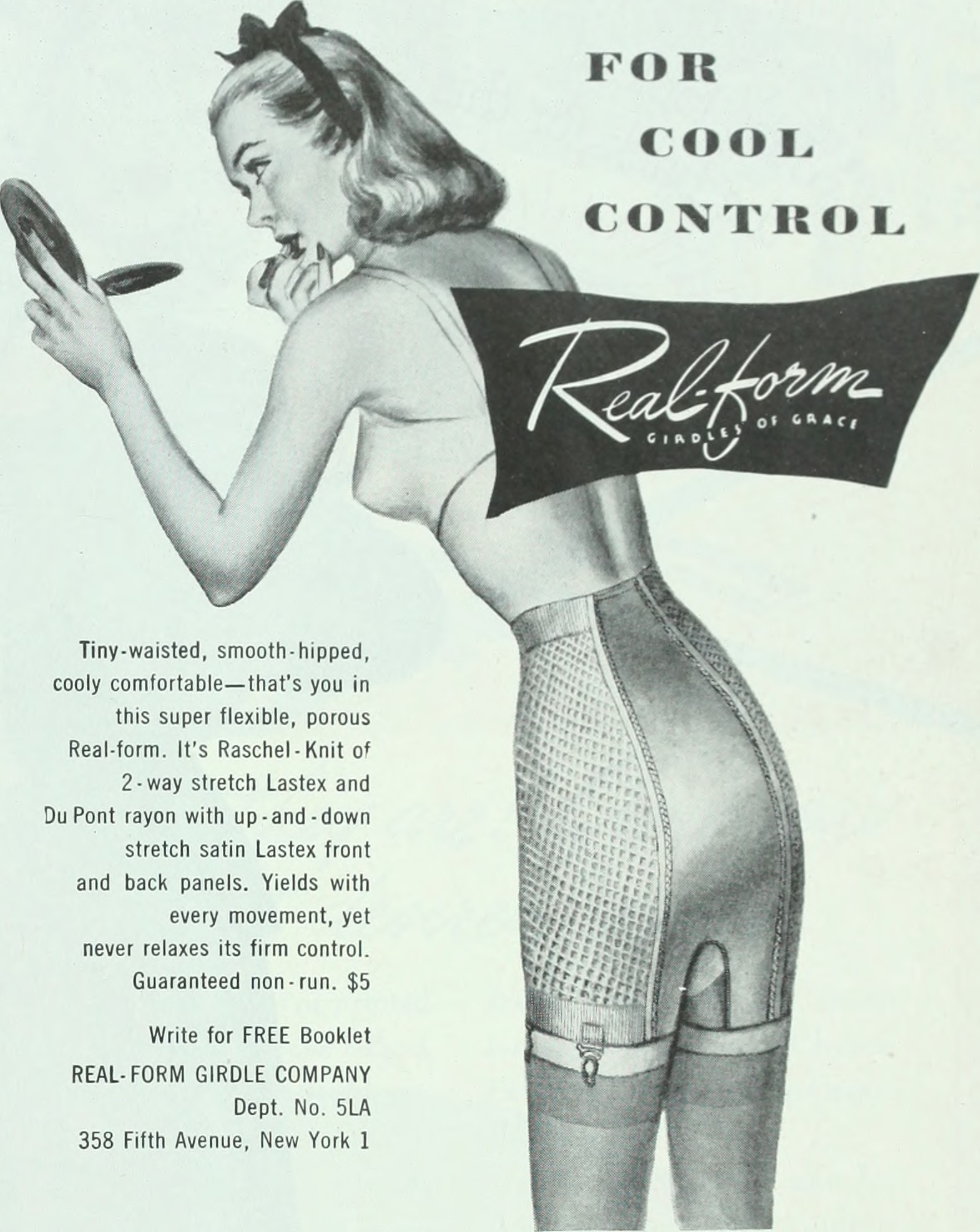
Reklama pasa do pończoch z dodatkiem lasteksu, zamieszczona w czasopiśmie „Ladies' Home Journal”, 1948

Lastex – rodzaj elastycznej przędzy, w której kauczukowy rdzeń był owinięty wełnianą, wiskozową, jedwabną albo bawełnianą nicią. Lastex, wynaleziony w latach 30. XX wieku, był stosowany przede wszystkim w kostiumach kąpielowych i modelującej bieliźnie, takiej jak biustonosze i gorsety. Był wynaleziony i dystrybuowany przez Adamson Brothers, przedsiębiorstwo należące do US Rubber Company. Na rynek został wprowadzony w 1931 roku. 